# A dzsungel könyve (anime, 1989)
A dzsungel könyve (ジャングルブック 少年モーグリ; Janguru Bukku Shónen Móguri; Hepburn: Janguru Bukku Shōnen Mōguri; angol cím: Jungle Book Shōnen Mowgli vagy The Jungle Book: The Adventures of Mowgli) 1989-es és számos országban, köztük Magyarországon is vetített és megjelent japán animesorozat, amely az angol Rudyard Kipling A dzsungel könyve című, nagy sikerű történetét dolgozza fel. Az eredeti könyv 1894-ben jelent meg, és sok feldolgozás készült belőle (köztük a Disney-feldolgozás is).
A sorozatot a Nippon Animation készítette Japánban. 52 epizódot tartalmaz, eredetileg 1989-1990-ben sugározták a TV Tokyo csatornán.
A sorozatot Magyarországon a 2000-es évek elején a Duna Televízió adta le.

## Ismertető
A sorozat a többi adaptációhoz képest jobban követi az eredeti forrásművet. Maugli, az emberkölyök történetét egy ismerős, mégis új nézőpontból ismerhetjük meg elejétől a végéig.
Egyik nagy különbség (a sok közül) a Disney-feldolgozáshoz képest, hogy ahogyan a regényben, úgy ebben a sorozatban is Balu a szigorú tanítómester, míg Bagira sokkal több alkalommal mutatja ki a szeretetét az emberkölyök iránt:
"Bagira, ne mutasd magad kemény szívűnek, nem vagy az." (Balu, a sorozat első részében).
Ká, a hatalmas óráskígyó nem gonosz szereplő, hanem a dzsungel legöregebb, és legbölcsebb lakója. A sorozatban a majmok népének (Bender - log) nincs vezetője, mint a Disney feldolgozásban Lajcsi, az orangután, hanem a majmok is Sir Kán követői.
A sorozat új szereplőket is bemutat, akik nem szerepelnek az eredeti regényben. Például Kicsi, a vörös panda, vagy a foltos szemű farkas.

## Zene
A főcímdal magyar változatát Oroszlán Szonja énekelte.

## Szereplők
- Maugli (ーグリ; Hepburn: Mōguri?)

Szinkronhangja: Urara Takano  (japán), Julian Bailey (angol), Bíró Attila (magyar)
Az emberfiú, akit a szioni erdő farkasfalkája fogad be, miután elkóborol a dzsungelben.
- Balu (?)

Szinkronhangja: Banjou Ginga  (japán), A.J. Henderson (angol), Vass Gábor (magyar)
A bölcs medve, Maugli egyik tanítómestere.
A sorozat hetedik részében („A jeges karom”)  Akela, az öreg farkas elmeséli, hogy kiskorában sakálok támadtak rá, a testvérére, és az anyjára. Az árván maradt medvebocsot a farkasok nevelték.
- Bagira (?)

Szinkronhangja: Hiroya Ishimaru  (japán), Arthur Grosser (angol), Szakácsi Sándor (magyar)
A fekete párduc, ahogy az eredeti regényben, a sorozatban is védelmezője, barátja, és tanítója Mauglinak.
A sorozat 15. részében („Az emberek”) kiderül, hogy kölyökkorában emberek fogságába esett, egy Linda nevű kislánynak köszönhetően érte meg a felnőttkort, és valójában miatta segít Mauglinak. Mert tudja, hogy nem minden ember gonosz.
A sorozat utolsó, 52. részében („Viszontlátásra, Maugli”) úgy dönt, hogy az emberek között él tovább Mauglival.
- Sir Kán (?)

Szinkronhangja: Shigezou Sasaoka  (japán), Szabó Sipos Barnabás (magyar)
A gonosz tigris, nem tisztel semmilyen törvényt a dzsungelben, és saját magát tartja a vidék urának.
- Akela

Szinkronhang: Kristóf Tibor
A szioni farkasfalka vezére, annak legöregebb, de ugyanakkor legbölcsebb tagja is. A sorozat 31. részében („Az új vezér”) átadja a falka vezetését Lurinak, Maugli, Akru, és Szura anyjának
Akela halála az egyik nagy eltérés a regény és a sorozat között: ha a sorozat pontosan követné a regény eseményeit, az öreg farkas a 41. részben („Leshely a halál völgyében”) veszítette volna életét a dólok elleni harcban, viszont a sorozatban egészen a 49. részig („Az utolsó küzdelem”) életben marad, az öregségbe hal bele.

## Epizódok
1. A dzsungel könyve
2. Hogyan lett Maugliból farkaskölyök?
3. Alex fia
4. A dzsungel törvénye
5. Új barátok
6. A magányos kicsi
7. A jegeskarom
8. Bocsáss meg, Balu!
9. Minden törvénynél fontosabb
10. A magányos farkas
11. Az éhínség
12. Veszélyes küldetés
13. A hős visszatér
14. Az elátkozott város
15. Az emberek
16. Az összetört szív
17. Maugli elmegy
18. Egyedül a dzsungelben
19. A visszatérés
20. Szakítások
21. A fegyverszünet
22. Az első tigris
23. Az erősebb jogán
24. A magányos vadász
25. Törvényen kívül
26. Veszélyben az erdő
27. A falkavezér
28. Az anyai bátorság
29. A láthatatlan ellenség
30. A nagy csata
31. Az új vezér
32. A találkozás
33. Maugli barátja
34. Az embercsapat faluja
35. Az örökbefogadás
36. Buldeo meséi
37. Néhány könny a harc előtt
38. A döntő csata
39. Búcsú Messuától
40. Jönnek a vöröskutyák
41. Leshely a halál völgyében
42. Látni akarom Messuát!
43. Messua veszélyben van
44. Bagira koncertet ad
45. A démonok falva
46. A város
47. A kiszabadulás
48. A bánat
49. Az utolsó küzdelem
50. Az elefántok tánca
51. A találkozás
52. Viszontlátásra, Maugli

## Magyar hangok
- Maugli (emberkölyök): Bíró Attila
- Balu (medve): Vass Gábor
- Bagira (fekete párduc): Szakácsi Sándor
- Csill:  Kassai Károly
- Ká (óriáskígyó): Végh Péter
- Sir Kán (tigris): Szabó Sipos Barnabás
- Tabaki (hiéna): Vincze Gábor Péter
- Akela (öreg farkas): Kristóf Tibor
- Luri (farkasanyó): Andai Györgyi
- Alexander (Alex) (farkasapó): ?
- Akru (barna farkas): Murányi Tünde
- Sura (szürke farkas): Boros Zoltán, Seszták Szabolcs
- Lala (rózsaszín farkas): ?
- Baccus (kövér farkas): Melis Gábor
- Kicsi (vörös panda): Biró Anikó
- Vargas (magányos farkas): Kránitz Lajos
- Buldeo (az emberfalu vadásza): Kránitz Lajos
- Riki-tiki-tévi (Mongúz): Simonyi Balázs
- Nagyfőnök: Koncz István
- további szereplők: Gyürki István, Imre István, Izsóf Vilmos, Koffler Gizi, Makay Sándor, Melis Gábor, Méhes László, Molnár Levente, Némedi Mari, Pálfai Péter, Spilák Klára, Sztarenki Pál, Szűcs Sándor, Végh Ferenc